# Ramalde
Ramalde (pronunție în portugheză [ʁɐˈmaldɨ]) este o freguesia (parohie civilă) din orașul Porto, Portugalia. Populația în anul 2011 era de 38.012 locuitori, pe o suprafață de 5,83 km2.